# St. Leo (Minnesota)
St. Leo és una població dels Estats Units a l'estat de Minnesota. Segons el cens del 2000 tenia 106 habitants.

## Demografia
Segons el cens del 2000, St. Leo tenia 106 habitants, 54 habitatges, i 30 famílies. La densitat de població era de 157,4 habitants per km².
Dels 54 habitatges en un 13% hi vivien nens de menys de 18 anys, en un 51,9% hi vivien parelles casades, en un 3,7% dones solteres, i en un 42,6% no eren unitats familiars. En el 40,7% dels habitatges hi vivien persones soles el 18,5% de les quals corresponia a persones de 65 anys o més que vivien soles. El nombre mitjà de persones vivint en cada habitatge era d'1,96 i el nombre mitjà de persones que vivien en cada família era de 2,65.
Per edats la població es repartia de la següent manera: un 12,3% tenia menys de 18 anys, un 6,6% entre 18 i 24, un 24,5% entre 25 i 44, un 19,8% de 45 a 60 i un 36,8% 65 anys o més.
L'edat mediana era de 51 anys. Per cada 100 dones de 18 o més anys hi havia 97,9 homes.
La renda mediana per habitatge era de 23.125 $ i la renda mediana per família de 40.000 $. Els homes tenien una renda mediana de 19.375 $ mentre que les dones 14.375 $. La renda per capita de la població era de 15.275 $. Entorn del 7,1% de les famílies i l'11,4% de la població estaven per davall del llindar de pobresa.

## Poblacions més properes
El següent diagrama mostra les poblacions més properes.